# Premio APM al Periodista Joven del Año
El premio APM al Periodista Joven del Año es un premio de periodismo que concede anualmente la Asociación de la Prensa de Madrid desde 1999. En un principio, y hasta 2013, el premio llevó el nombre de Mariano José de Larra, haciendo honor al escritor y periodista romántico español. El premio quiere distinguir la mejor labor periodística durante el año realizada por un profesional menor de 30 años de edad. En el año 2013 cambió su denominación por la de Premio APM al Periodista Joven del Año.

## Premiados
2020 Jaime Santirso
2019 Clara Jiménez Cruz
2018 Blanca Pou
2017 Isaac J. Martín
2016 Aitor Sáez
2015 Miguel Ángel Gavilanes
2014 Pilar Cebrián
2013 Francisco Carrión
2012 Mar Cabra
2011 Daniel Campos
2010
- Ángel Sastre
- Idoia Sota

2009 Alfonso Merlos
2008 Beatriz García
2007 Sergio Martín Herrera
2006 Cristina Villanueva
2005 Cristina Ónega
2004 Teresa Bo
2003 Desierto
2002 Desierto
2001 Desierto
2000
- Letizia Ortiz Rocasolano
- Javier Mayoral Sánchez

1999 Inés Abril Fernández